# Cocoon (film)
Cocon (în engleză Cocoon) este un film american SF de comedie dramatic din 1985 care a fost regizat de Ron Howard după un scenariu de Tom Benedek bazat pe o poveste de David Saperstein despre un grup de persoane în vârstă întinerite de extratereștri. În rolurile principale au interpretat actorii Don Ameche, Wilford Brimley, Hume Cronyn, Brian Dennehy, Jack Gilford, Steve Guttenberg, Maureen Stapleton, Jessica Tandy, Gwen Verdon, Herta Ware, Tahnee Welch și Linda Harrison.
A fost produs de studiourile 20th Century Fox și a avut premiera la 21 iunie 1985, fiind distribuit de 20th Century Fox. Coloana sonoră a fost compusă de James Horner. 
Cheltuielile de producție s-au ridicat la 17,5 milioane $ și a avut încasări de 85,3  milioane $.
A primit Premiul Oscar pentru cel mai bun actor în rol secundar (Don Ameche), Premiul Saturn pentru cel mai bun regizor și Premiul Oscar pentru cele mai bune efecte vizuale (David Berry, Scott Farrar, Ralph McQuarrie și Ken Ralston).
O continuare, Cocoon: Întoarcerea (Cocoon: The Return), a apărut în 1988 în regia lui Daniel Petrie, cu majoritatea distribuției din acest film.

## Rezumat
Locuitorii unui azil de bătrâni de la periferia Saint Petersburg, Florida duc o viață de pensionari. Într-o zi Ben, Arthur și Joe au descoperit o piscină abandonată în apropiere și au început să meargă în secret acolo să înoate. În timpul uneia dintre drumeții, la piscină au apărut noii proprietari, care au închiriat piscina timp de 27 de zile. În aceeași zi, persoane necunoscute au închiriat barca căpitanului Jack Bonner, tot pentru 27 de zile. Oaspeții coboară sub apă  și aduc obiecte misterioase la suprafață, care sunt apoi transportate la piscină. Bătrânii găsesc în partea de jos a bazinului niște coconi mari acoperiți cu scoici. Ei încă decid să facă o baie și încep să simtă o creștere incredibilă de forță și de tinerețe.
Se pare că acum 10.000 de ani, Pământul a fost vizitat de extratereștri prietenoși de pe planeta Antarea. Locuiau în Atlantida și, când s-a scufundat, unii dintre extratereștri au rămas să aștepte întoarcerea semenilor lor în interiorul coconilor. În anii 1980, o expediție de salvare a sosit pe Pământ...

## Distribuție
Au interpretat actorii:
- Don Ameche - Arthur „Art” Selwyn
- Wilford Brimley - Ben Luckett
- Hume Cronyn - Joe Finley
- Brian Dennehy - Walter
- Jack Gilford - Bernie Lefkowitz
- Steve Guttenberg - Jack Bonner
- Maureen Stapleton - Mary Luckett
- Jessica Tandy - Alma Finley
- Gwen Verdon - Bess McCarthy
- Herta Ware - Rose Lefkowitz
- Tahnee Welch - Kitty
- Barret Oliver - David
- Linda Harrison - Susan
- Tyrone Power Jr. - Pillsbury
- Clint Howard - John Dexter
- Charles Lampkin - Pops
- Mike Nomad - Doc
- Jorge Gil - Lou Pine
- Rance Howard - St. Petersburg detective
- James Ritz - DMV clerk
- Jim Fitzpatrick - Dock Worker (nemenționat)